# Колесалвети
Колесалвѐти (на италиански: Collesalvetti) е град и община в Централна Италия, провинция Ливорно, регион Тоскана. Разположен е на 40 m надморска височина. Населението на общината е 16 703 души (към 2018 г.).